# Mixacarus vanhonggui
Mixacarus vanhonggui är en kvalsterart som beskrevs av Sandór Mahunka 1973. Mixacarus vanhonggui ingår i släktet Mixacarus och familjen Lohmanniidae. Inga underarter finns listade i Catalogue of Life.